# Skidoo Nunatak
Skidoo Nunatak är en nunatak i Antarktis. Den ligger i Västantarktis. Argentina, Chile och Storbritannien gör anspråk på området. Toppen på Skidoo Nunatak är 935 meter över havet, eller 493 meter över den omgivande terrängen. Bredden vid basen är 6,8 km.
Terrängen runt Skidoo Nunatak är huvudsakligen kuperad. Trakten är obefolkad. Det finns inga samhällen i närheten. 